# Dommel (entreprise)
Pour les articles homonymes, voir Dommel.
Dommel est l'un des fournisseurs d'accès à Internet en Belgique, et la marque commerciale de la société belge Schedom.
Depuis fin 2013, l'opérateur propose également un service de téléphonie mobile via le réseau de Proximus. Lancé sous forme d'abonnements avec forfaits mensuels fixes, les forfaits fixes ont été remplacés début 2015 par un abonnement avec facture.
Le 27 mars 2019, la société annonce à ses clients la clôture de ses activités pour le 1er avril 2019 à la suite de négociations qui n'ont pas abouti avec Proximus.
Le 29 Janvier 2020, Dommel est repris par  Hermes Telecom. La transaction ouvre la téléphonie mobile a Hermes Telecom  et relance (progressivement) les lignes fixes .